# Porto Rico
Pour les articles homonymes, voir Porto Rico (homonymie) et Puerto Rico (homonymie).
Porto Rico (en espagnol et en anglais Puerto Rico ; en taïno : Boriquén) est un territoire organisé non incorporé des États-Unis avec un statut de commonwealth. Appartenant aux Grandes Antilles, l'île principale se trouve en mer des Caraïbes, sa côte nord étant baignée en majeure partie par l'océan Atlantique (jusqu'à la cabeza Chiquita). Le territoire est constitué de l'île de Porto Rico proprement dite, ainsi que de plusieurs îles plus petites, dont Vieques et Culebra, formant les îles Vierges espagnoles, et Isla Mona. L'ensemble forme l'État libre associé de Porto Rico. Porto Rico a un plus grand degré d'autonomie que les États américains.
Les 3,2 millions de Portoricains sont des citoyens américains mais Porto Rico a sa propre constitution. Ses citoyens élisent leur gouvernement et gouverneur, et leur commissaire résident (l'équivalent de lieutenant-gouverneur). Toutefois, la défense, la politique étrangère et la monnaie sont assumées par les États-Unis.

## Étymologie
Christophe Colomb nomma l'île « San Juan Bautista », en l'honneur de saint Jean Baptiste alors que le port fut nommé « Ciudad de Puerto Rico » (« cité du port riche »). Finalement, les marchands et marins en sont venus à se référer à l'ensemble de l'île sous le nom de Puerto Rico tandis que San Juan est devenu le nom utilisé pour le port de commerce qui deviendra la capitale de l'île.
« Puerto Rico » est le nom en langue espagnole mais également en anglais américain (« Porto Rico » étant l'ancienne dénomination dans le monde anglophone). Dans les années 2000, le nom espagnol « Puerto Rico » est devenu le seul nom officiel en usage sur l'île pour désigner le territoire. Le nom anglais de « Porto Rico » est en phase d'obsolescence rapide (il est maintenant désuet aux États-Unis). En revanche, Porto Rico reste la dénomination officielle par la France.
Les portoricains appellent souvent leur île « Boriquén », dérivé de « Borikén », son nom indigène taïno qui signifie « Terre du vaillant seigneur »,,. Les noms « boricua » et « borincano » dérivés respectivement de « Borikén » et « Boriquén » sont communément utilisés pour identifier quelqu'un originaire de Porto Rico. L'île est aussi connue en espagnol sous le nom de « la isla del encanto » (« L'île de l'enchantement »).

## Histoire

### Ère précolombienne
L'histoire de l'archipel de Porto Rico avant l'arrivée de Christophe Colomb est mal connue. Les connaissances actuelles viennent des recherches archéologiques et des premiers témoignages espagnols. Le premier livre approfondi sur l'histoire du Porto Rico a été écrit par Fray Íñigo Abbad y Lasierra en 1786, 293 ans après que les premiers Espagnols sont arrivés sur l'île.
Les premiers habitants dont on ait une trace étaient des Ortoiroïdes, pêcheurs et chasseurs, ils avaient développé une poterie primitive, mais pas l'agriculture, on les classe dans la période archaïque. Les Archaïques venaient de Floride. En 1990, une fouille archéologique dans l'île de Vieques fit la découverte de ce qu'on pense être un homme archaïque (appelé homme Puerto Ferro), daté environ à 2000 av. J.-C.
Entre 120 et 400, les Igneris (en) (saladoïdes), une tribu de la région sud-américaine d'Orinoco, arrivèrent. Tribu d'Arawaks, les Igneris étaient une civilisation plus avancée que celle des Archaïques. Entre le IVe siècle et Xe siècle, les Archaïques et les Igneris coexistèrent (et peut-être s'opposèrent).
Entre le VIe siècle et le XIe siècle, une autre tribu d'Arawak arriva. La culture des Taïnos se développa sur l'île, et vers l'an 1000, ils étaient devenus dominants. Les Taïnos avaient développé l'agriculture cependant ils ne connaissaient pas la poterie.

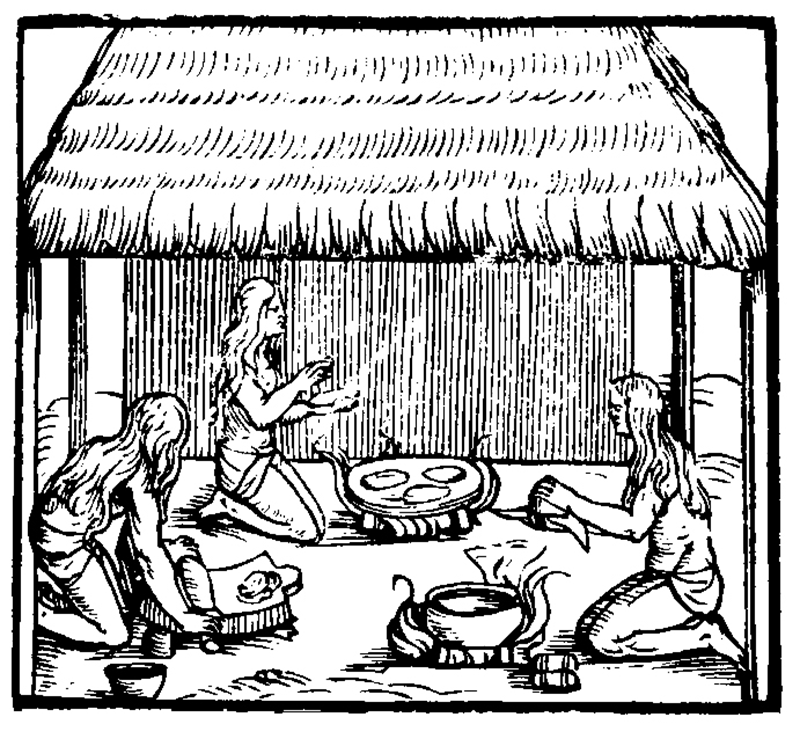
Femmes taïno préparant le cassave.
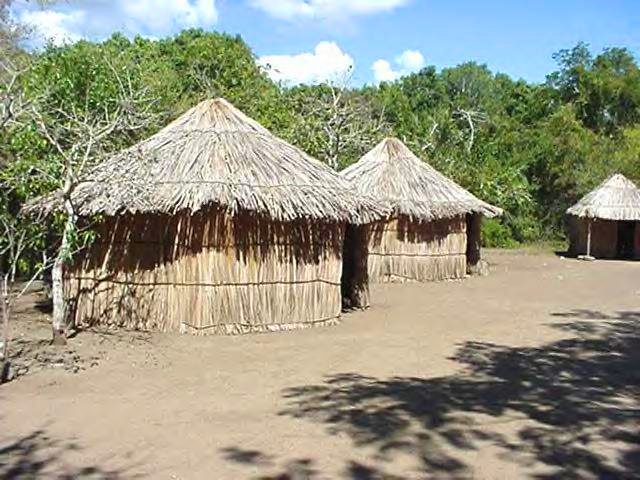
Village taïno à Porto Rico.

### Colonie espagnole

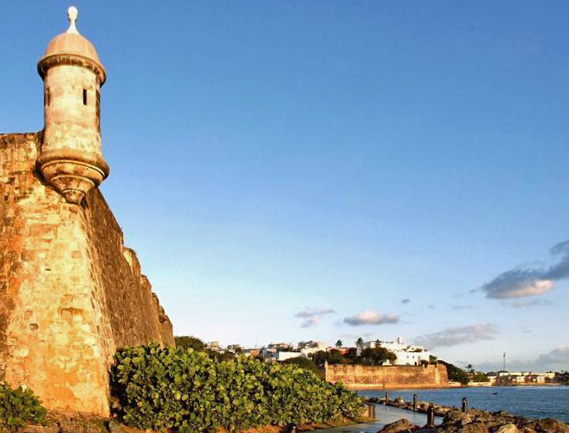
Échauguette au fort San Felipe del Morro.

Pour le monde occidental, Porto Rico fut découverte par Christophe Colomb, lors de son second voyage, et la baptisa « San Juan Bautista », en l'honneur de Jean, Prince des Asturies (1478-1497), fils de Ferdinand II d'Aragon et d'Isabelle Ire de Castille. Il en prit possession au nom de la Couronne de Castille, le 19 novembre 1493 en débarquant sur la plage de l'actuelle ville d'Aguadilla.
La colonisation de l'île par les Espagnols ne commença néanmoins qu'en 1508. Elle inaugura une ère qui devait se prolonger jusqu'à la fin du XVIIIe siècle et pendant laquelle l'île fut soumise aux règles des politiques mercantilistes des autorités espagnoles qui ne laissèrent aux habitants de l'île que peu d'occasions d'accumuler le capital qui aurait permis de la développer.

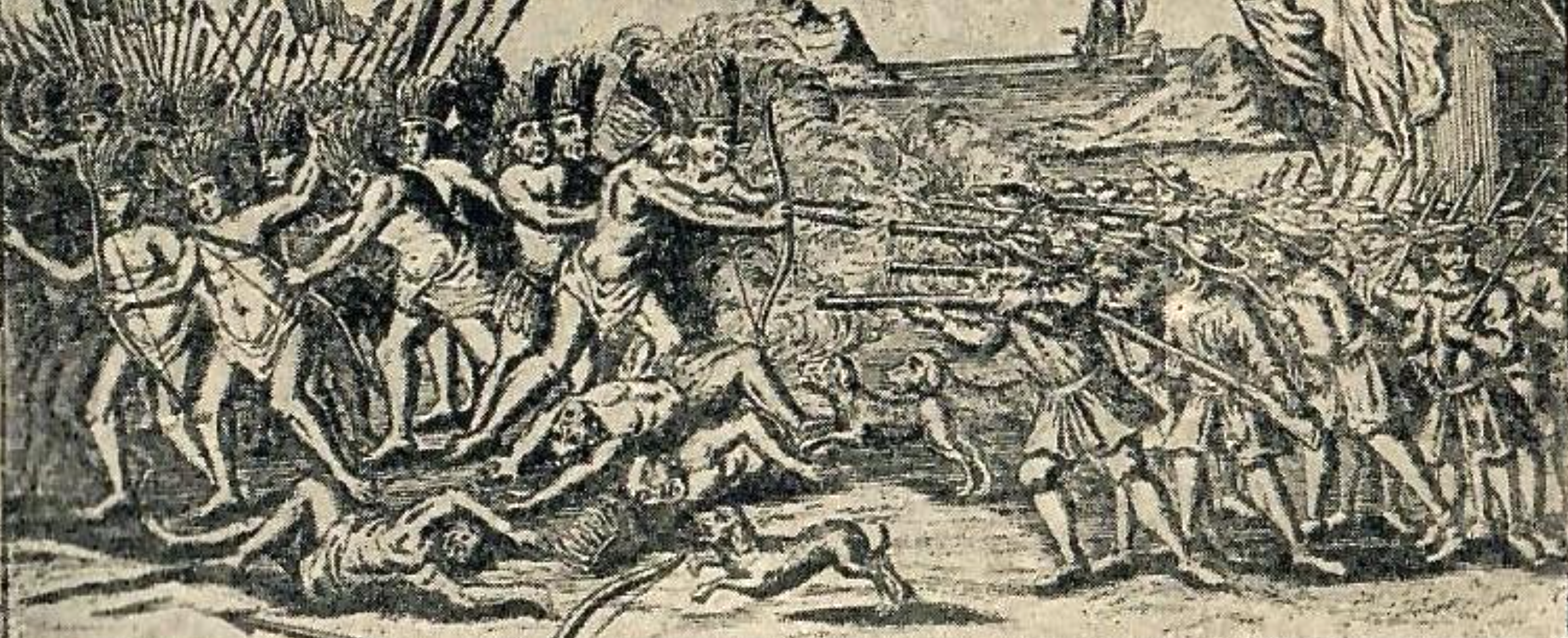
Révolte taïno à Borinquen en 1511.

L'île était habitée par des Amérindiens Taïnos qui furent bientôt réduits en esclavage et décimés par les dures conditions de travail imposées par l'occupant, ainsi que par les maladies européennes contractées au contact des Espagnols. Des esclaves africains remplacèrent les Taïnos. Porto Rico devint un bastion et un port important pour l'empire espagnol.

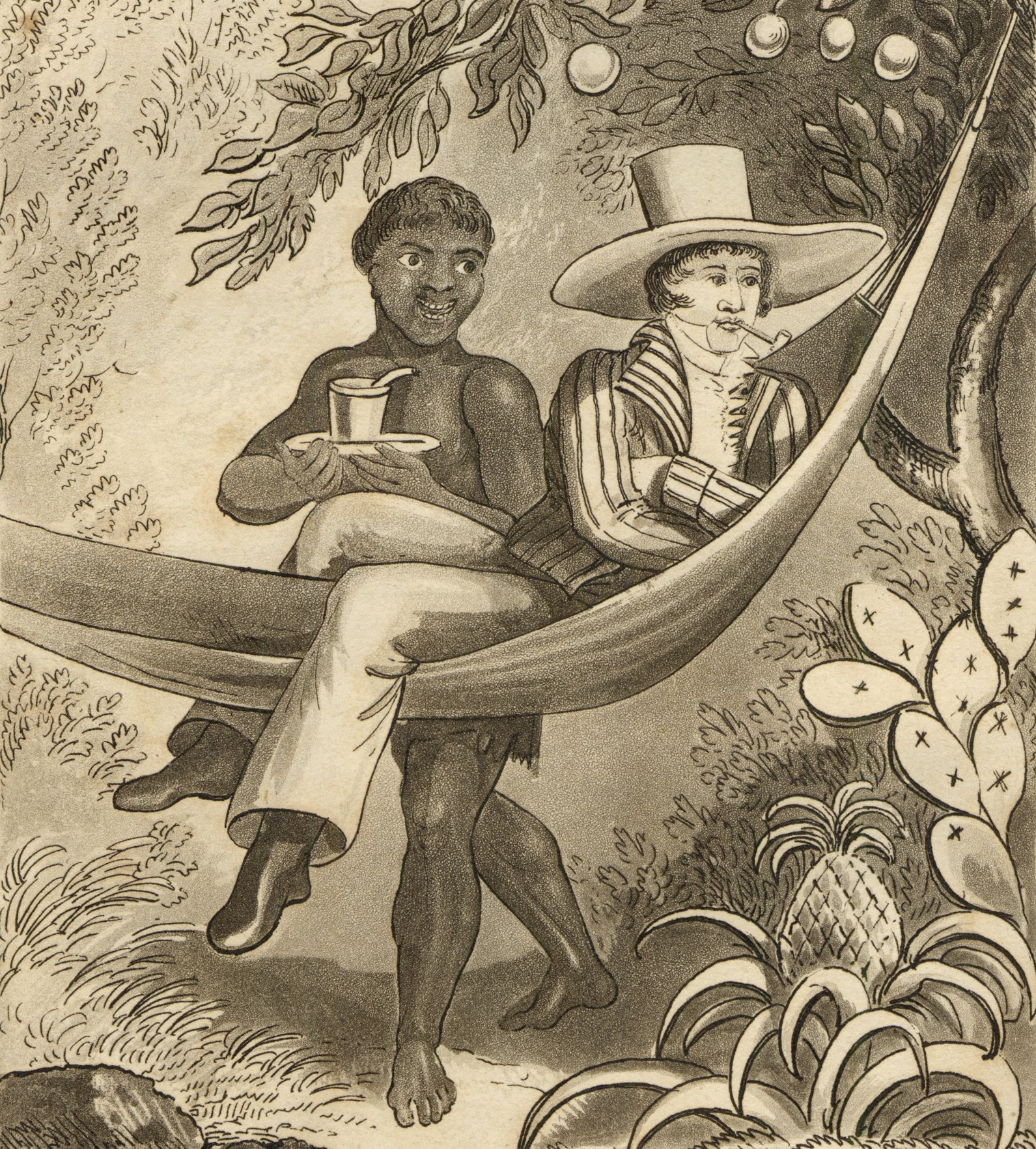
Planteur espagnol de Porto Rico avec son esclave domestique, vers 1808.

Au XVIIe siècle et au début du XVIIIe siècle, l'emphase coloniale était sur les territoires plus prospères du continent américain.
Après la rapide indépendance des États d'Amérique du Sud et d'Amérique centrale dans la première partie du XIXe siècle, Porto Rico et Cuba devinrent les seuls restes du grand empire espagnol d'Amérique.
À la suite de réformes, la population augmenta et l'économie s'améliora. Mais, en 1868, la pauvreté et l'aliénation politique avec l'Espagne menèrent à un petit, mais significatif, soulèvement connu sous le nom de Grito de Lares.

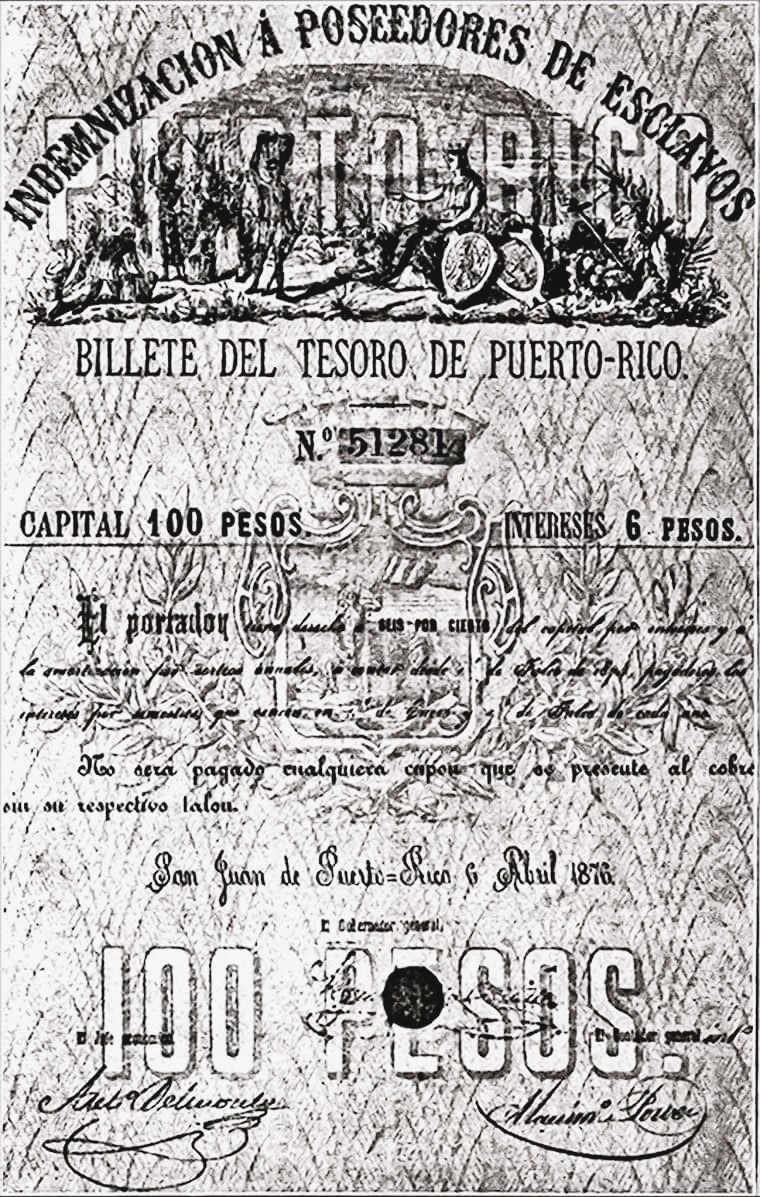
Obligation d'indemnisation de 1876 pour les anciens propriétaires d'esclaves de Porto Rico.

L'Espagne n'abolit l'esclavage à Porto Rico qu'en 1873. En réalité, les esclaves doivent passer un contrat de trois ans avec leurs maîtres qui seraient indemnisés sous le contrôle d'une assemblée de notables et de propriétaires. Les affranchis n'entraient en possession de leurs droits qu'au bout de cinq ans.
Porto Rico est un territoire d'outre-mer de la Couronne espagnole, depuis l'arrivée de Christophe Colomb en 1493 jusqu'à la promulgation de la Charte autonome de Porto Rico en 1897, puis elle devient province espagnole de cette année-là jusqu'à la guerre hispano-américaine de 1898 et sa conquête par les États-Unis.
Quatre siècles d'administration espagnole ont donné naissance à une culture hispano-américaine, la langue espagnole et le catholicisme étant ses éléments les plus distinctifs.
La Charte d'autonomie de Porto Rico en espagnol, "Carta Autonómica de 1897 de Puerto Rico" est un document signé le 25 novembre 1897 par l'Espagne, qui reconnaissait l'indépendance partielle de la colonie de Porto Rico. Les prémices de la signature de ce statut se trouvent dans la précédente révolte du Grito de Lares, en 1868, et surtout dans le mouvement d'autonomie portoricain, mené d'abord par Román Baldorioty de Castro, puis par Luis Muñoz Rivera, qui, avec d'autres indépendantistes, persuada le gouvernement espagnol de reconnaître le statut lui-même. La charte fut suivie peu après par le traité de Paris de 1898, signé à la fin de la guerre hispano-américaine, mettant fin à la domination espagnole à Porto Rico et cédant l'île aux États-Unis d'Amérique.

### Territoire des États-Unis
Le 25 juillet 1898, pendant la guerre hispano-américaine, Porto Rico est envahie par les États-Unis après un débarquement à Guánica. Le 10 décembre 1898, le traité de Paris, signé entre les États-Unis d'Amérique et l'Espagne, est ratifié par le Sénat américain après un débat houleux. En échange de 20 millions de dollars, l'Espagne cède ses dernières possessions d'Amérique latine — Cuba et Porto Rico — ainsi que les Philippines. En 1900, le Congrès américain promulgua la loi organique (PL56-191) instaurant un gouvernement populaire restreint à Porto Rico. En 1901, le Congrès des États-Unis, influencé par la Cour suprême des États-Unis, décide qu'aux fins de la clause d'uniformité de la Constitution, Porto Rico appartenait aux États-Unis, mais n'en était pas considéré comme faisant partie des États-Unis. 
En 1937, le premier projet de loi visant à assurer l'indépendance, et la souveraineté complètes de Porto Rico est déposé au sénat des états unis par le sénateur Millard E. Tydings du Maryland, président de la Commission des territoires et des affaires insulaires. 

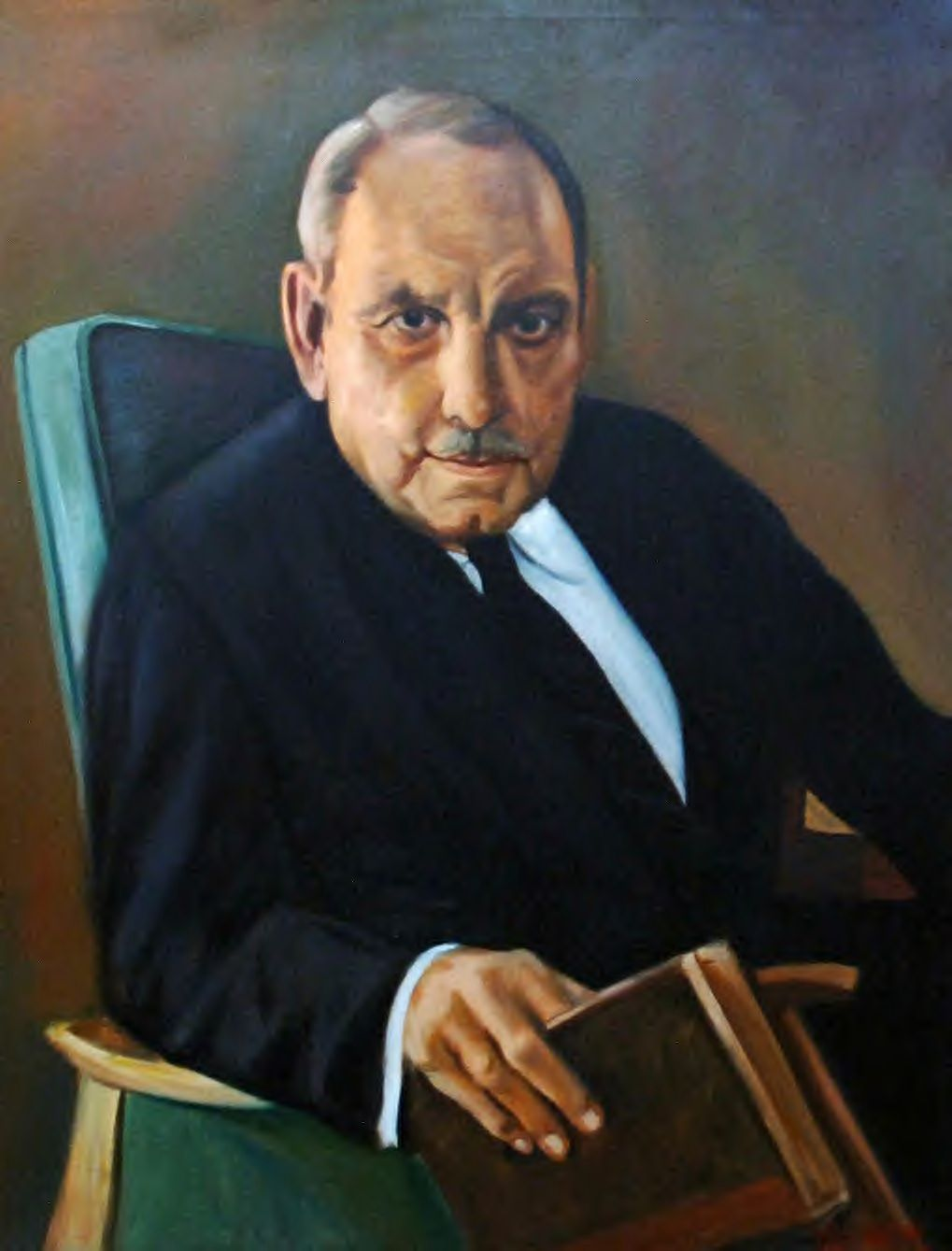
Luis Muñoz Marin, gouverneur de 1949 à 1965

De 1941 à 2003, l'armée américaine a utilisé l'île de Vieques comme site d'essais de bombes. 
En 1945 après la participation portoricaine à la Seconde Guerre mondiale, Luis Muñoz Marin gagne les premières élections démocratiques de l'histoire de Porto Rico, et en 1952, il aide Porto Rico à obtenir une autonomie partielle vis-à-vis des États-Unis.
En 1963, le radiotélescope d'Arecibo est inauguré. Avec son miroir sphérique de plus de 300 mètres de diamètre encastré dans le paysage karstique de la région d'Arecibo, il fut le plus grand radiotélescope du monde jusque dans les années 2010 et la construction du Radiotélescope sphérique de cinq cents mètres d'ouverture (FAST) en Chine. À son inauguration, un message fut envoyé vers l'espace à destination d'éventuelles civilisations extraterrestres.
La Central Intelligence Agency (CIA) avait des bureaux à Porto Rico, jusqu'au années 1970, la CIA cherchait à cette époque, des informations sur l'influence d'autres pays sur le mouvement indépendantiste de Porto Rico.
La loi de 1902 sur les langues officielles a déclaré l'anglais et l'espagnol langues co-officielles dans tous les services gouvernementaux, tribunaux et administrations insulaires. Puis, en 1993, Porto Rico a adopté les deux langues comme langues officielles du gouvernement portoricain. 
En juillet 2000 et juin 2007, le Comité spécial de la décolonisation de l'ONU a demandé aux États-Unis de permettre « d’engager un processus permettant au peuple portoricain d’exercer pleinement son droit inaliénable à l’autodétermination et à l’indépendance » ainsi que la restitution des terres occupées par les bases militaires de Vieques et de Ceiba.
En 2005, à la suite de l'assassinat du leader indépendantiste Filiberto Ojeda Ríos, la situation se crispe de nouveau, malgré les annonces de George W. Bush.
Le 1er mai 2006, les États-Unis interrompent le système de prêts à Porto Rico rendant impossible le paiement des salaires des fonctionnaires. À la suite de ces événements, l'ONU, via le Comité spécial de la décolonisation, décide de délibérer sur la situation portoricaine le 12 juin suivant.
Le 29 avril 2010, la Chambre des représentants des États-Unis permet, par un vote de 223 voix contre 169, un processus formel d'autodétermination pour l'île. Le 6 novembre 2012, le gouverneur de Porto Rico organise un référendum en deux questions demandant aux Portoricains de proroger jusqu'en 2020 le statut actuel d'« État libre associé » ou commonwealth et de choisir la forme future de l'administration de l'île au-delà de cette date. La volonté de changer de statut avant 2020 est approuvée à 53 % des suffrages et la volonté de devenir un État des États-Unis reçoit le soutien de 65 % des votes.
En août 2015, Porto Rico en difficulté économique récurrente depuis la crise économique de 2008, fait un défaut de paiement sur sa dette, après un non-paiement d'une tranche de 58 millions de dollars de sa dette qui s'élève au total à 73 milliards de dollars. Le mois suivant, l'administration de l'île met en avant un plan de réduction des dépenses publiques de 72 milliards de dollars sur 5 ans, avec une diminution des subventions aux subdivisions locales, une hausse de la TVA et une réduction de la masse salariale publique.
En 2016, la Cour suprême des États-Unis a confirmé que Porto Rico ne bénéficiait d’aucune autonomie significative ni d’aucune relation spéciale avec les États-Unis.
En 2017, un référendum non contraignant sur le statut de Porto Rico a lieu, alors que le territoire, toujours lourdement endetté, subit une politique d'austérité. Le rattachement aux États-Unis est choisi par 97 % des votants portoricains, mais le référendum est largement boycotté : le taux de participation est de 22,7 %.
L'île est frappée en septembre 2017 par l'ouragan Maria. Longtemps minoré par les autorités, le nombre de morts s’est finalement élevé entre plus de 3 000 et 4 600. Il aura fallu un an avant que le gouverneur Ricardo Rossello lance une enquête sur le bilan des victimes, d’abord officiellement évalué à quelques dizaines. La justice ordonne par ailleurs l'arrestation de six responsables accusés d'avoir détourné quinze millions de dollars de fonds fédéraux destinés à la reconstruction.
Porto Rico est déclarée en banqueroute en mai 2017. La politique d'austérité instaurée par les autorités entraine la fermeture de centaines d'écoles. Parallèlement, des responsables politiques ont été accusés de corruption. La ministre de l’Éducation et la directrice de la Sécurité sociale sont arrêtées pour corruption et fraudes aux marchés publics.
En mai 2020, la gouverneure Wanda Vázquez annonce un référendum en novembre 2020 pour décider si Porto Rico doit devenir un État américain.
En février 2021, le gouverneur de Porto Rico, Pedro Pierluisi, a déclaré que le Congrès était « moralement obligé » de répondre au référendum de l’année précédente.
En avril 2021, les démocrates présentent un projet de loi au Congrès des États-Unis pour lancer le processus de détermination du statut futur de Porto Rico, y compris celui d'un éventuel État, et de ses relations avec les États-Unis. La loi sur l'autodétermination de Porto Rico de 2021 appelle à la création d'une « convention sur le statut » composée de délégués élus par les électeurs portoricains. Les délégués seraient chargés de proposer des solutions à long terme pour le statut territorial de l'île : statut d'État, indépendance, association libre ou autres options au-delà de son arrangement territorial actuel.
En mai 2022, des membres du Congrès parrainant des projets de loi concurrents sur la manière de résoudre le statut territorial de Porto Rico et ses relations avec les États-Unis se sont réunis pour introduire une nouvelle législation combinant les deux projets. La législation proposée combine des éléments du projet de loi favorable à l'État, présenté par les représentants Darren Soto et Jenniffer Gonzalez (membre sans droit de vote du Congrès de Porto Rico et républicain) et des éléments de la loi sur l'autodétermination de Porto Rico, des représentantes Alexandria Ocasio-Cortez et Nydia Velázquez (toutes deux démocrates de New York). Le projet de loi dispose que, pour la première fois, le plébiscite pour résoudre le statut politique de Porto Rico sera contraignant. La date du plébiscite est fixée au 5 novembre 2023.
En juillet 2024, le gouverneur Pedro Pierluisi convoque un plébiscite sur le statut de Porto Rico en novembre 2024 ; pour la première fois, le statut actuel de l'île en tant que territoire américain ne sera pas une option lors du plébiscite non contraignant. Le décret fait suite à l'approbation par la Chambre des représentants des États-Unis en 2022 d'un projet de loi visant à aider Porto Rico à évoluer vers un changement de statut territorial. Les électeurs ont le choix entre le statut d’État, l’indépendance ou l’indépendance avec libre association, dont les conditions seraient négociées concernant les affaires étrangères, la citoyenneté américaine et l’utilisation du dollar américain.
En mars 2025, des membres du Congrès font pression sur le président Donald Trump, pour qu'il envisage de faire de Porto Rico une nation indépendante. Un projet de décret suggère de faire de Porto Rico, une nation indépendante.

## Politique

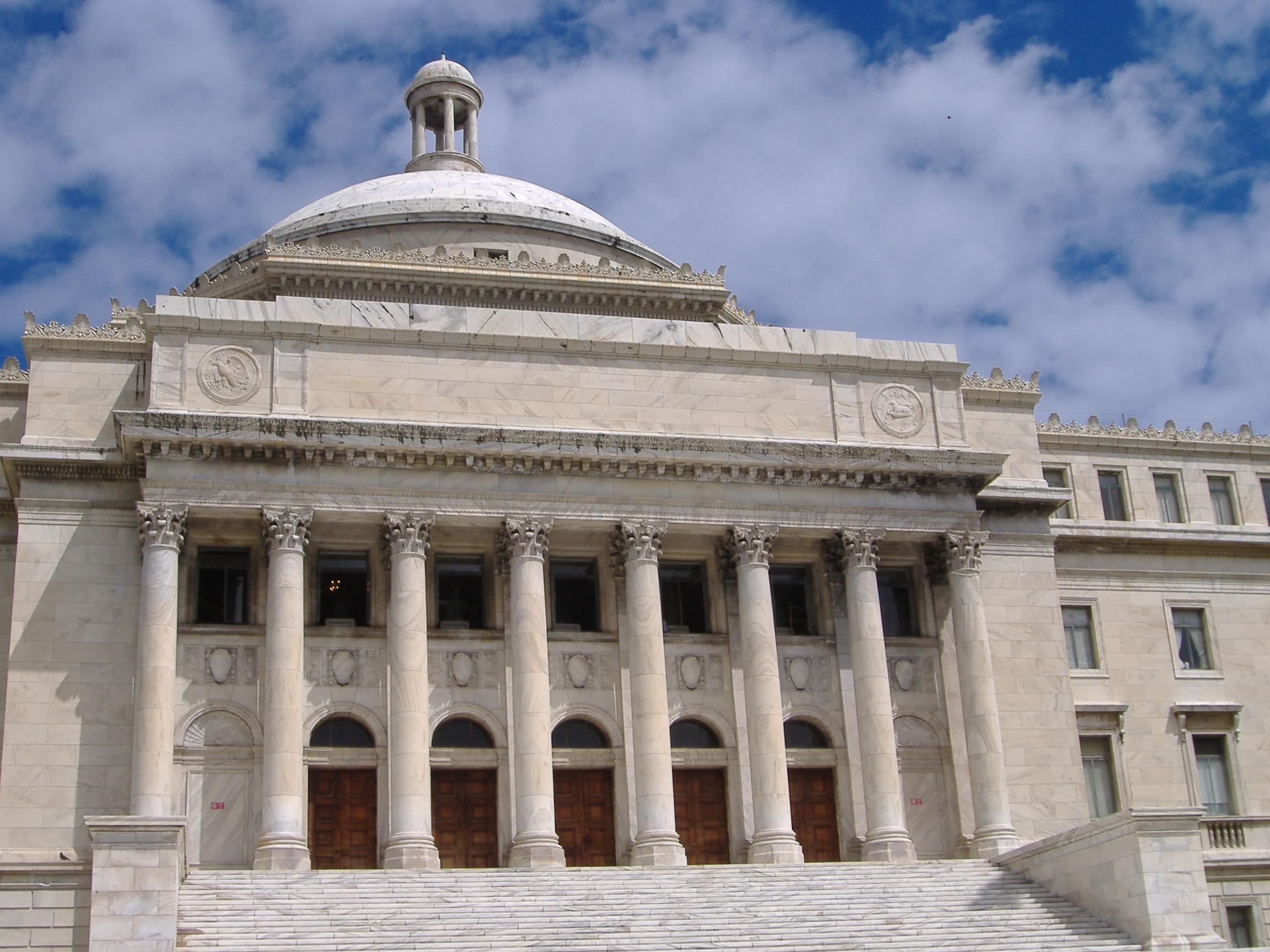
Vue de la façade sud du Capitole, lieu où siège l'Assemblée législative de Porto Rico.

### Statut
Statut d'État libre, mais associé aux États-Unis, Porto Rico n'est pas membre de l'Organisation des nations unies (ONU) ni de la plupart des organisations internationales. 
La Constitution des États-Unis exige une loi du Congrès pour permettre à Porto Rico de choisir entre l'indépendance et le statut d'État.
Les Portoricains ne paient pas d’impôts fédéraux, mais ils contribuent à la Sécurité sociale, au système médical et paient les taxes à l’import et à l’export, ainsi que les impôts locaux.
Les habitants de Porto Rico ont la nationalité américaine depuis la signature du Jones–Shafroth Act (en) par Woodrow Wilson le 2 mars 1917, mais n'ont pas le droit de vote à l'élection présidentielle américaine. Paradoxalement, ils peuvent voter pour la désignation des candidats démocrates et républicains à cette élection lors des primaires. Ainsi, Hillary Clinton y remporta un de ses derniers succès électoraux lors des primaires de 2008. 
Les habitants de Porto Rico élisent un seul membre du Congrès (qui n'a pas le droit de vote) à la Chambre des représentants des États-Unis (mais aucun au Sénat, où seuls les États américains sont représentés).
Selon un sondage publié dans The New York Times en 2019, seuls 54 % des Américains savent que les habitants de Porto Rico sont des citoyens américains.
Un sondage publié sur Yougov en 2024 indique que 59 % des adultes américains sont favorables à ce que Porto Rico devienne un État américain si ses résidents votent en ce sens.
Tout comme Washington D. C., les républicains, après y avoir été favorables, sont opposés à ce que Porto Rico ait ce statut, craignant un ajout de sénateurs démocrates qui basculeront la Chambre.

### Institutions
Le pouvoir exécutif est détenu par le gouverneur, élu au suffrage universel pour quatre ans, qui dirige l'administration du territoire.
Le pouvoir législatif s'incarne dans l'Assemblée législative, législature bicamérale composée du Sénat, comprenant 30 membres, et de la Chambre des représentants, formée de 51 membres.

### Partis politiques
La vie politique est marquée par un bipartisme entre le Parti populaire démocrate (PPD), proche des démocrates et le Nouveau Parti progressiste (PNP), proche des républicains.
D'autres formations politiques existent comme le Parti indépendantiste portoricain (PIP), le Parti communiste (PCP) et le Parti du peuple travailleur (PPT).

## Villes

Carte des 78 municipalités de Porto Rico.

L'île est divisée administrativement en 78 communes, il n'y a pas d'autres divisions administratives, mais il existe une division politique-législative de 8 districts sénatoriaux (San Juan, Bayamón, Arecibo, Mayagüez-Aguadilla, Ponce, Guayama, Humacao et Carolina) et 40 districts représentatifs.
Les plus grandes villes sont :
- San Juan 395 326 habitants (2010) et 2,0 millions pour l'agglomération (San Juan est une des grandes métropoles des Caraïbes) ;
- Bayamón 208 116 habitants (2010) ;
- Ponce 182 387 habitants (2010) ;
- Carolina 176 762 habitants (2010) ;
- Caguas 142 893 habitants (2010) ;
- Guaynabo 97 924 habitants (2010) ;
- Arecibo 96 440 habitants (2010) ;
- Toa Baja 89 609 habitants (2010) ;
- Mayagüez 89 080 habitants (2010) ;
- Trujillo Alto 74 842 habitants (2010) ;
- Fajardo 40 712 habitants (2000) ;
- Yabucoa 43 140 habitants (2006).

## Géographie

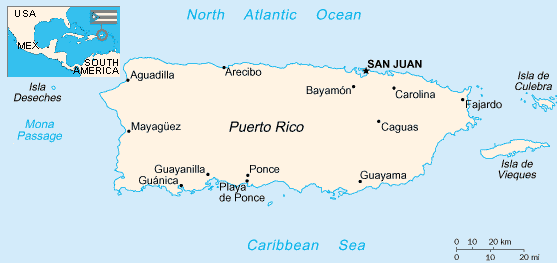
Carte de Porto Rico.

### Position et frontières maritimes
Porto Rico est un territoire de l'hémisphère nord situé dans l'archipel des Caraïbes (ou Antilles), entre le tropique du Cancer et l'équateur. L'île forme un archipel situé dans les Caraïbes, entre la mer des Caraïbes et l’océan Atlantique. Elle est positionnée à 66°08’ Ouest soit à peu près la longitude de la Bolivie et à 18° 29' nord soit à peu près la latitude d’Oman.
| Îles Turks-et-Caïcos, à 658 km   | Bermudes, à 1 544 km | Portugal, à 5 900 km                  |
| République dominicaine, à 404 km | Porto Rico           | Îles Vierges des États-Unis, à 125 km |
| Panama, à 1 790 km               | Venezuela, à 890 km  | Dominique (pays), à 612 km            |

Porto Rico partage des frontières maritimes avec les Îles Vierges britanniques au nord-est, le Venezuela au sud et la République dominicaine du sud-ouest au nord-ouest. Le territoire partage également une frontière intracommunautaire avec le Territoire des Îles Vierges des États-Unis, à l'est.

### Géographie physique
L’île de Porto Rico est la plus petite et la plus orientale des îles des grandes Antilles (après Cuba, Saint-Domingue et la Jamaïque).
Outre Porto Rico, les autres îles de l'archipel sont Vieques, Culebra, à l'est de l'île principale, Isla Mona, à l'ouest, et quelques îles secondaires. Seules Porto Rico, Vieques et Culebra sont habitées de manière permanente. Le nord de l'archipel forme aussi l'angle méridional du triangle des Bermudes.

## Environnement
- voir aussi Liste des oiseaux des Antilles

Plusieurs sites de l'île font l'objet d'une protection de la faune et de la flore :
- le parc national des Cavernes du Río Camuy (es) ;
- la forêt nationale d'El Yunque.

Depuis les années 1980, 98 % des insectes ont disparu à Porto Rico.

### Effets du réchauffement climatique
Du fait de sa situation géographique, Porto Rico est particulièrement touchée par la crise climatique. Les températures moyennes au XXe siècle ont augmenté en moyenne de 2 degrés. Les changements climatiques sont particulièrement visibles en raison de la forte augmentation de la fréquence des vagues de chaleur extrêmes, ce qui a des effets négatifs sur la flore et la faune.

## Économie
Les conditions économiques à Porto Rico se sont temporairement améliorées depuis la Grande Dépression en raison de l'investissement externe dans des activités onéreuses telles que les produits pharmaceutiques et la technologie de produits pétrochimiques. Après avoir été les bénéficiaires du régime fiscal spécial du gouvernement des États-Unis, des industries locales doivent concurrencer ceux des régions économiquement plus pauvres du monde où les salaires ne sont pas soumis à la législation de salaire minimum des États-Unis. Ces dernières années, des usines contrôlées par des capitaux internationaux ont été délocalisées vers des pays à plus faibles coûts salariaux, en Amérique latine et en Asie. Porto Rico est soumise aux lois du commerce et à des restrictions des États-Unis. Aujourd'hui le PIB par habitant y est de 18 700 USD (2008).[réf. nécessaire]

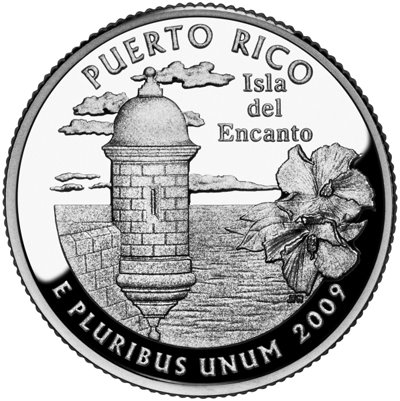
Une pièce commémorative de 25 cents portoricaine du 50 State Quarters (2009)

Considérée comme la « Grèce des Caraïbes », Porto Rico a une dette d'environ 73 milliards de dollars équivalant à 100 % du PIB. L'allemand Wolfgang Schäuble a répondu au secrétaire américain au Trésor : « échange Grèce contre Porto Rico » lorsque Jacob Lew a fait des remarques sur la gestion de la crise grecque. Le journal La Tribune conclut qu'« une banqueroute de Porto Rico coûtera fort cher aux épargnants américains ».
En juin 2016, alors que la crise économique (dix années de récession) a été aggravée par un exode massif (-9 % de résidents, -20 % de la population active) de jeunes éduqués, en particulier vers la Floride, et que le Parti républicain critique les élites politiques de l'île qui ont pratiqué un endettement massif pour financer des services publics sans pour autant rendre Porto Rico attractif en termes d'infrastructures et de système éducatif, le Congrès américain adopte une loi lui permettant de renégocier sa dette et d'échapper aux saisies. Le 3 mai 2017, le gouverneur de l'île Ricardo Rosselló annonce avoir demandé à entrer dans une procédure judiciaire de restructuration de dette similaire à une faillite de façon à pouvoir préserver les intérêts du peuple portoricain. La dette de Puerto Rico s'élève à 70 milliards de dollars.
En 2017, le taux de pauvreté avoisine les 45 % et le taux de chômage les 12 %.

## Démographie
- L`espérance de vie moyenne à la naissance (deux sexes) à Porto Rico est de 78.9 ans.

Évolution de la démographie entre 1960 et 2015 (chiffres de l'Organisation des Nations unies). Population en milliers d'habitants.

- L'espérance de vie moyenne des hommes à la naissance est de 75.3 ans.
- L'espérance de vie moyenne des femmes à la naissance 82.7 ans[49].

### Métissage
La population de l'île est très métissée, fruit de la rencontre entre les Amérindiens, les Européens et les Africains. Après la conquête américaine de 1898, les origines africaines et autochtones deviennent taboues jusqu'au début des années 2000. Toutefois, une prise de conscience récente est en train de changer les mentalités. Alors qu'en 2010, lors du recensement, 75 % des Portoricains se déclaraient « exclusivement blancs », en 2020, ils ne sont plus que 17 % à se déclarer dans cette catégorie. Un pourcentage important de Portoricain ont aussi des ascendance italienne.

### Langues
L'espagnol est la première langue officielle de Porto Rico, devant l'anglais.
Selon l'American Community Survey, pour la période 2011-2015, 94,50 % de la population âgée de plus de 5 ans déclare parler l'espagnol à la maison, 5,34 % déclare parler l'anglais et 0,16 % une autre langue.

### Religions
Selon le Pew Research Center, en 2014, 89 % des habitants de Porto Rico sont chrétiens, principalement catholiques (56 %) (en 1898 il y avait plus de 90 % de catholiques) et dans une moindre mesure protestants (33 %). De plus, 2 % en pratiquent une autre et 8 % de la population ne pratiquent aucune religion.

## Culture

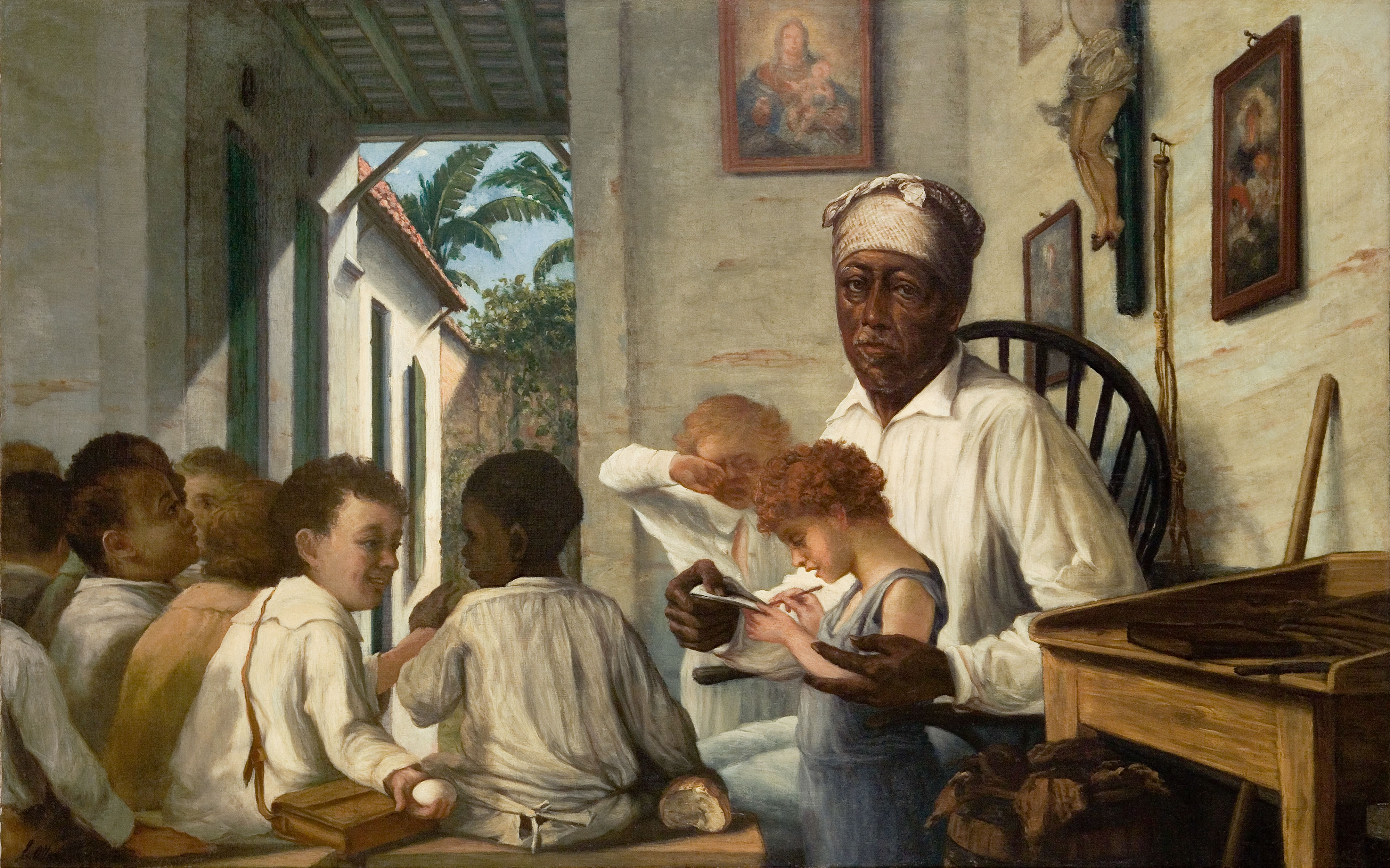
La escuela del Maestro Cordero (« L'école de maître Cordero »), tableau peint par l'artiste portoricain Francisco Oller.

La culture de Porto Rico est le résultat de plusieurs influences indigènes et internationales, principalement taïno, espagnole, africaine et nord-américaine[réf. nécessaire].

### Littérature
Parmi les auteurs déjà anciens :
- María Bibiana Benítez (en) (1783-1873), poétesse et dramaturge
- Alejandrina Benítez de Gautier (en) (1819-1879), poétesse
- Miguel Cabrera de Arecibo, Les vers Jivaro (en) (1820
- Manuel A. Alonso Pacheco (en) (1822-1889), El Gibaro (Le Jivaro, 1849)
- Alejandro Tapia y Rivera (en) (1826-1882), The Historical Library of Puerto Rico
- Eugenio María de Hostos (en) (1839-1903),  La peregrinación de Bayoán (1863)
- Lola Rodríguez de Tió (en) (1843-1924), poétesse
- Cayetano Coll y Toste (en) (1850-1930), The Indo-Antillano Vocabulary
- José Gautier Benítez (1851-1880), poète
- Manuel Zeno Gandía (en) (1855-1930), La Charca (1895)
- Francisco Gonzalo Marín (en) (1863-1897), poète et journaliste
- Antonio S. Pedreira (en) (1899-1939), Insularismo (1934)
- Francisco Arriví (1915-2007), poète, dramaturge, essayiste
- René Marqués (en) (1919-1979), nouvelliste, dramaturge

Parmi les Portoricains romanciers et nouvellistes récents dont les œuvres racontent l'expérience des immigrants portoricains à New York :
- Pedro Juan Soto (en) (1928-2002), Los inocentes (1954), Las máscaras (1958), La Nueva Vida (1966)
- Edgardo Vega Yunqué (en) (1936-2008), Ed Vega, romancier et nouvelliste, Bill Bailey, Omaha Bigelow, Blood Fugues
- Luis Rafael Sánchez (1936-), dramaturge, auteur du Quintuples, œuvre parodique qui critique le postmodernisme,
- Giannina Braschi (1953-), auteur de Yo-Yo Boing! et États-Unis de Banana (un roman postmoderne dramatique qui décrit le changement des pouvoirs dans le monde après les attentats du 11 septembre 2001). Giannina Braschi est une poétesse et romancière portoricaine de renom qui écrit en anglais, espagnol et spanglish[54].

Miguel Piñero est un poète et dramaturge portoricain (1946-1988). Il est le cofondateur du Nuyorican Poets Café. Il a écrit pour le théâtre et la télévision, en particulier Deux Flics à Miami.
- Liste d'écrivains portoricains (en)
- Littérature portoricaine (en)

### Cinéma
- Cinéma portoricain
- Liste de films portoricains (en)

### Sport
L'île possède un comité national olympique sous le nom de Comité olympique de Porto Rico.
La joueuse de tennis Mónica Puig, originaire de l'île, remporte la première médaille d'or de l'histoire de Porto Rico aux Jeux olympiques de Rio en 2016. En 2021 à Tokyo, la spécialiste du 100 m haies Jasmine Camacho-Quinn décroche une deuxième médaille d'or, la première en athlétisme.

## Patrimoine

### Archéologique
Des peintures rupestres, furent découvertes dans 11 grottes, datées au radiocarbone, elles attestent de la présence humaine sur l'île remontant au moins entre les VIIIe siècle Ve siècle avant notre ère.
Parmi les dessins, figurent celui d'un animal ressemblant fortement à un lion et datée de 1500 avant notre ère pose question, puisque seul une personne venant d'Afrique pouvait connaître, cet animal n'existant pas sur le nouveau continent

### Musées
- Liste de musées à Porto Rico (en)

## Tourisme
L'île de Porto Rico est une importante destination touristique des Caraïbes, entre autres du fait de son rattachement administratif aux États-Unis ; les formalités d'accès sont les mêmes que pour ceux-ci. De plus, le climat est constant toute l'année avec des températures de l'ordre de 15 à 35 °C.
La capitale San Juan, fondée en 1521, possède une riche histoire. Elle est le lieu d'attraction principal de l'île, notamment la vieille ville construite par les Espagnols. Elle possède de nombreux bâtiments historiques (forts, églises, etc.) et quelques musées. L'autre grande ville de l'île, Ponce, possède une atmosphère totalement différente, beaucoup moins touristique, mais plus coloniale et plus bourgeoise, industrieuse, notamment en raison de la production historique de canne à sucre dans la région pour la fabrication de rhum (c'est historiquement le siège de Destilería Serrallés (en), la grande distillerie portoricaine).
Porto Rico est aussi le lieu d'accueil du radiotélescope d'Arecibo, détruit en décembre 2020.
Porto Rico possède à l'est une forêt tropicale humide montagneuse préservée par un parc national nommée El Yunque. De nombreux chemins de randonnée sont accessibles à tous, pourvu que l'équipement soit adapté (il tombe en moyenne 6 m d'eau par an sur la forêt). Ce parc est le lieu de prédilection d'un des symboles de l'île, une petite grenouille très bruyante appelée coquí.
Il existe également des lagunes naturellement bioluminescentes en trois endroits de l'île (Fajardo, Vieques et vers Ponce). Les plages de l'île (surtout dans la partie nord-est et dans les îles de Culebra et Vieques) sont très attractives pour différentes activités : plongée, surf…
L'île est un des berceaux de la civilisation précolombienne taïno. Elle en possède de nombreux vestiges dont les plus remarquables se situent à Tibes (en), près de Ponce, où a été ouvert le Centre cérémonial indigène (en).
Dans le film West Side Story (1961), des Portoricaines de New York chantaient « Puerto Rico, you ugly island... I'd like to be in America » (« Porto Rico, île hideuse… Je voudrais vivre en Amérique »). Les responsables du tourisme de l'île mettent tout en œuvre pour changer cette représentation.

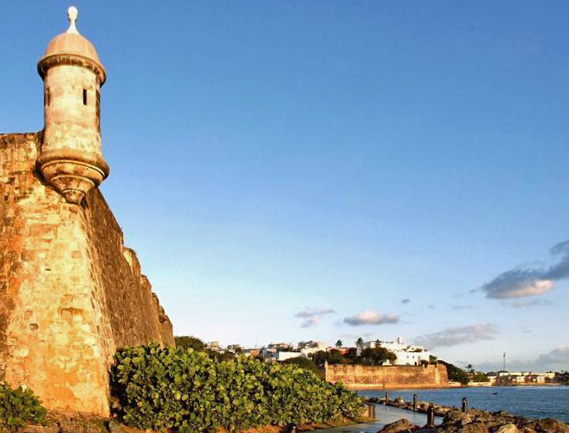
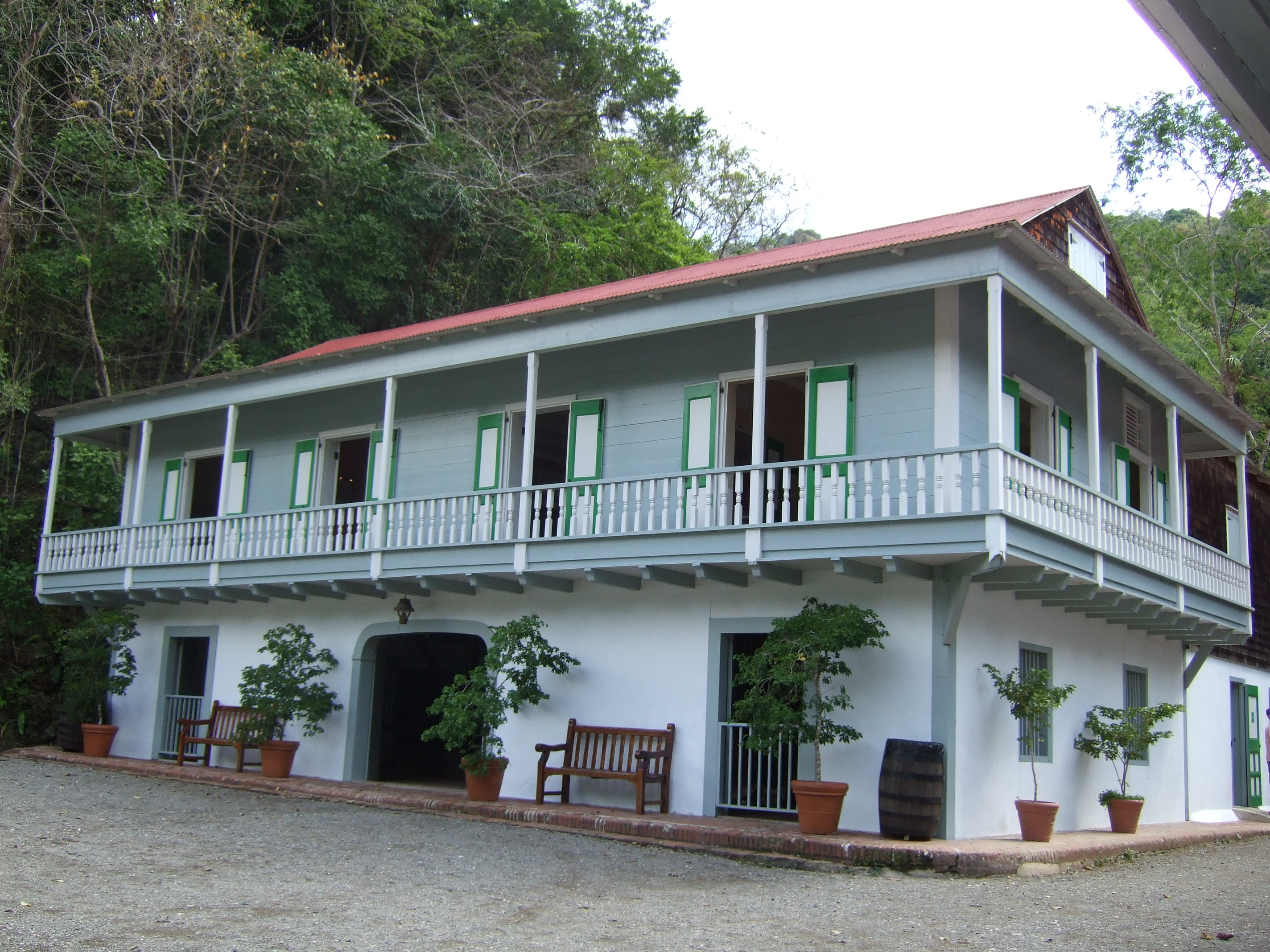
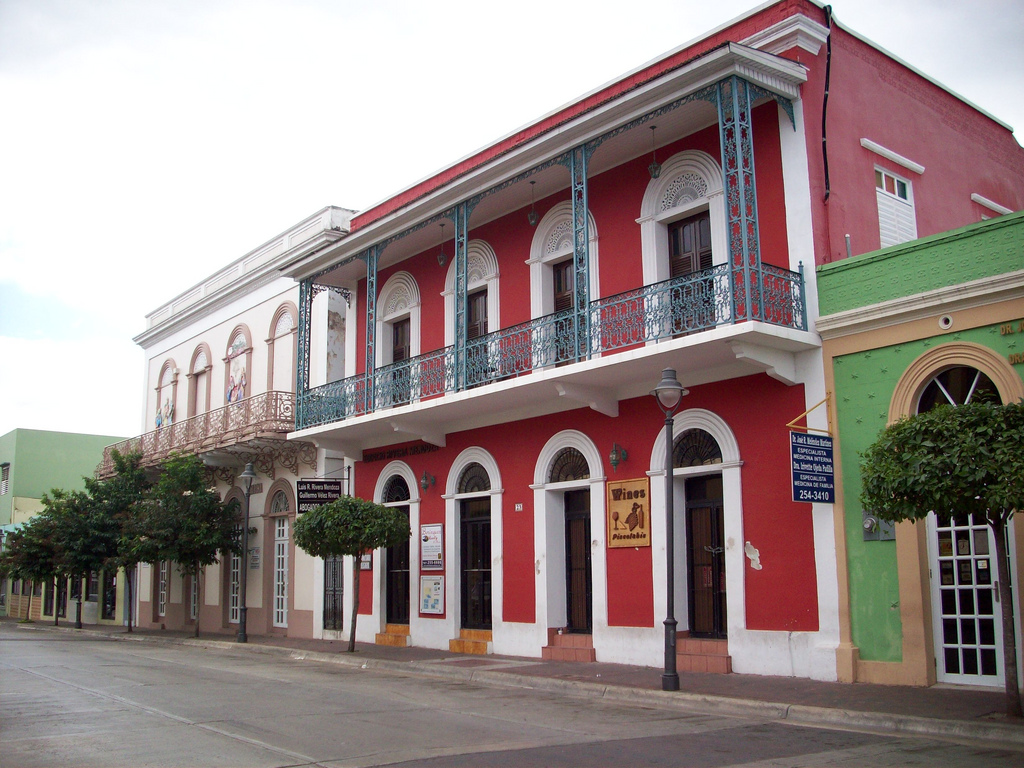
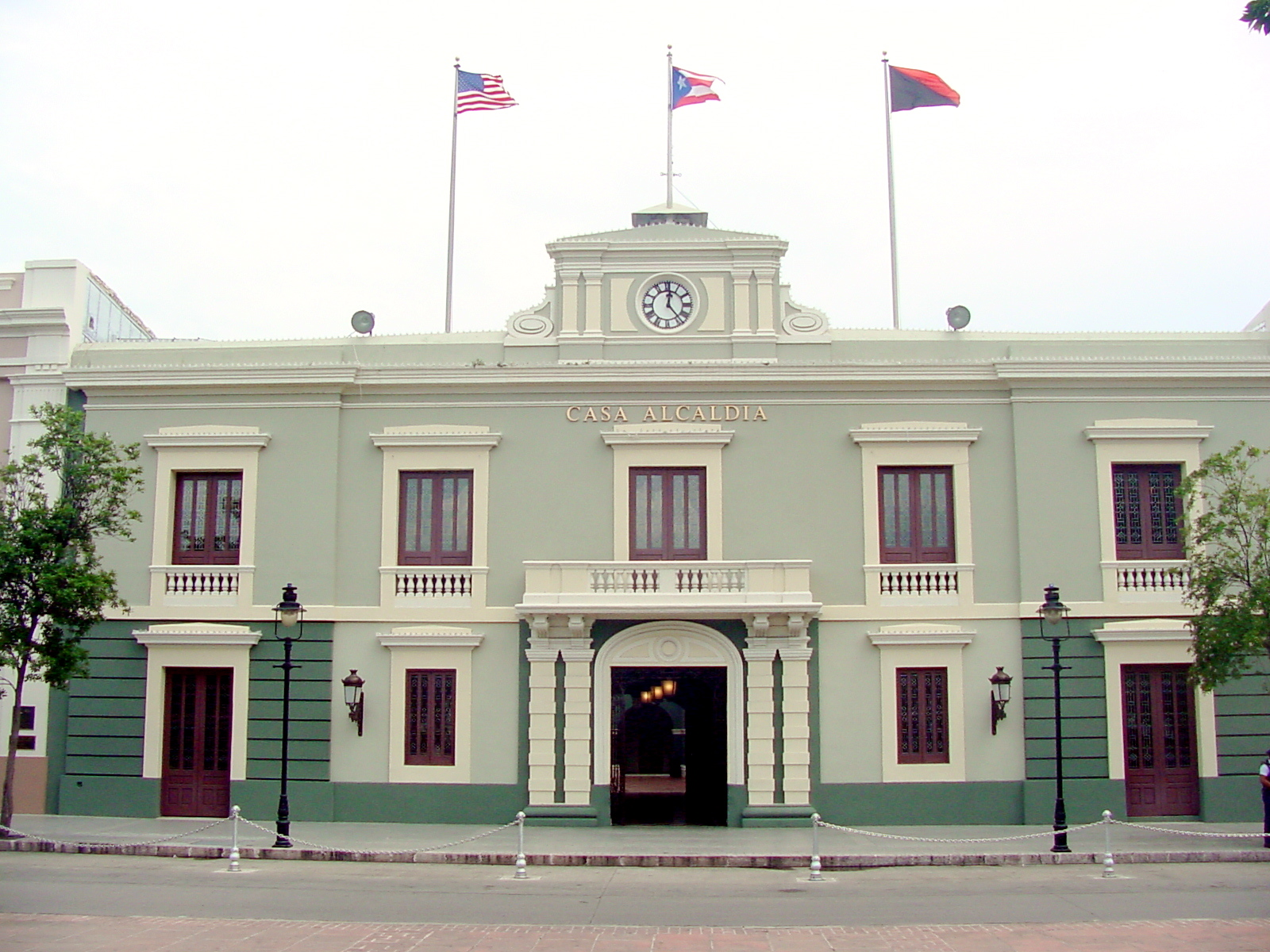
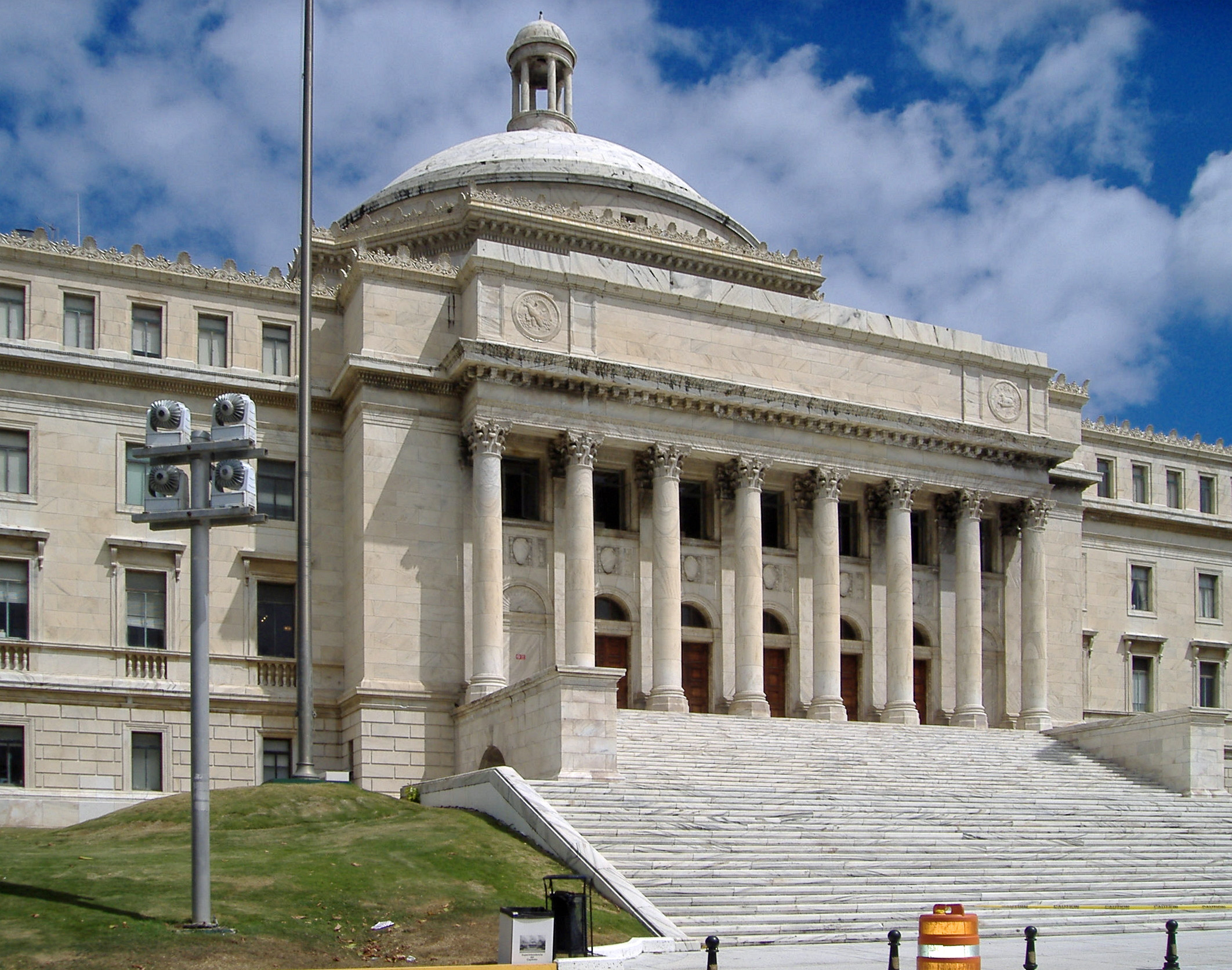
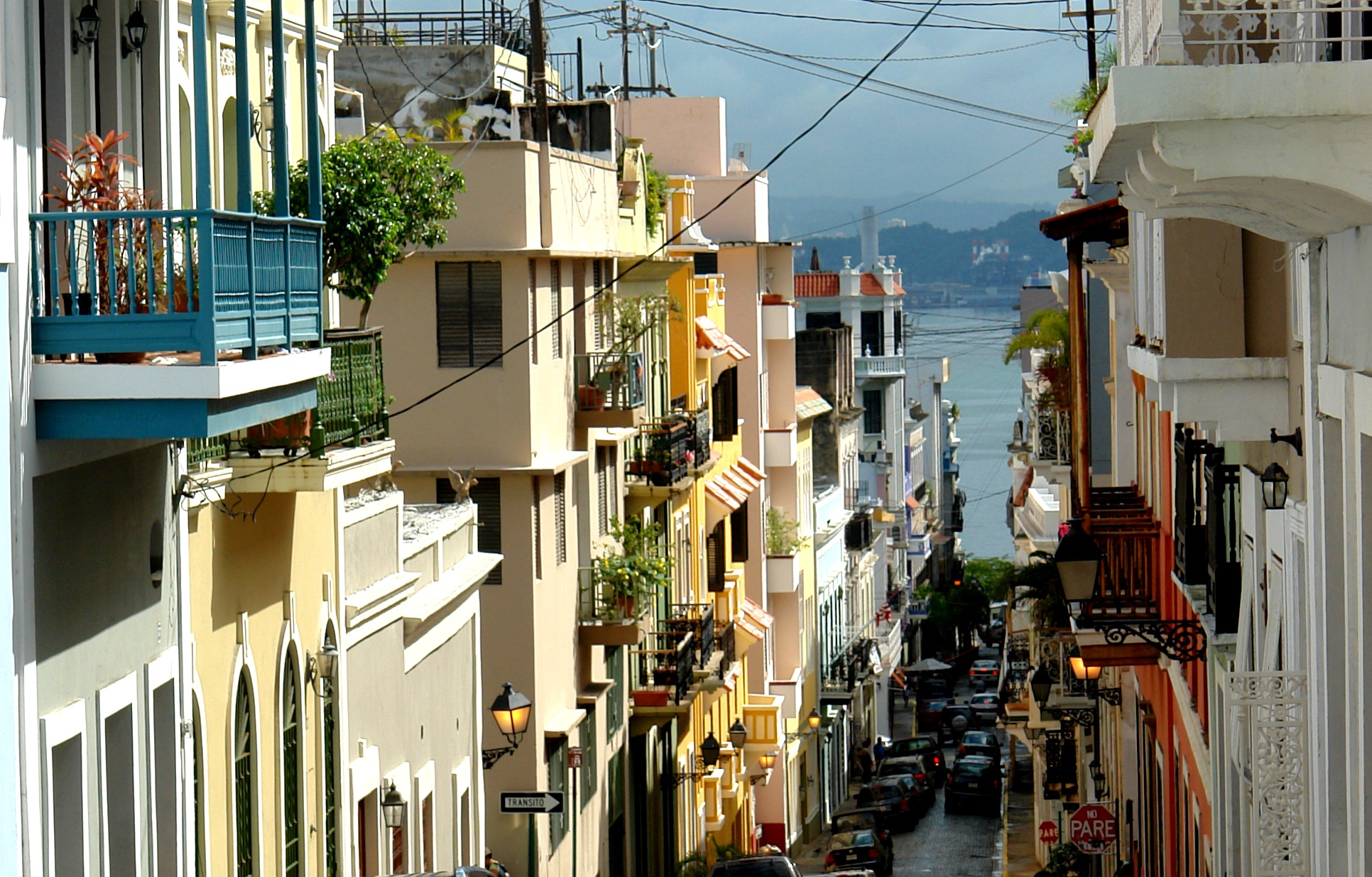
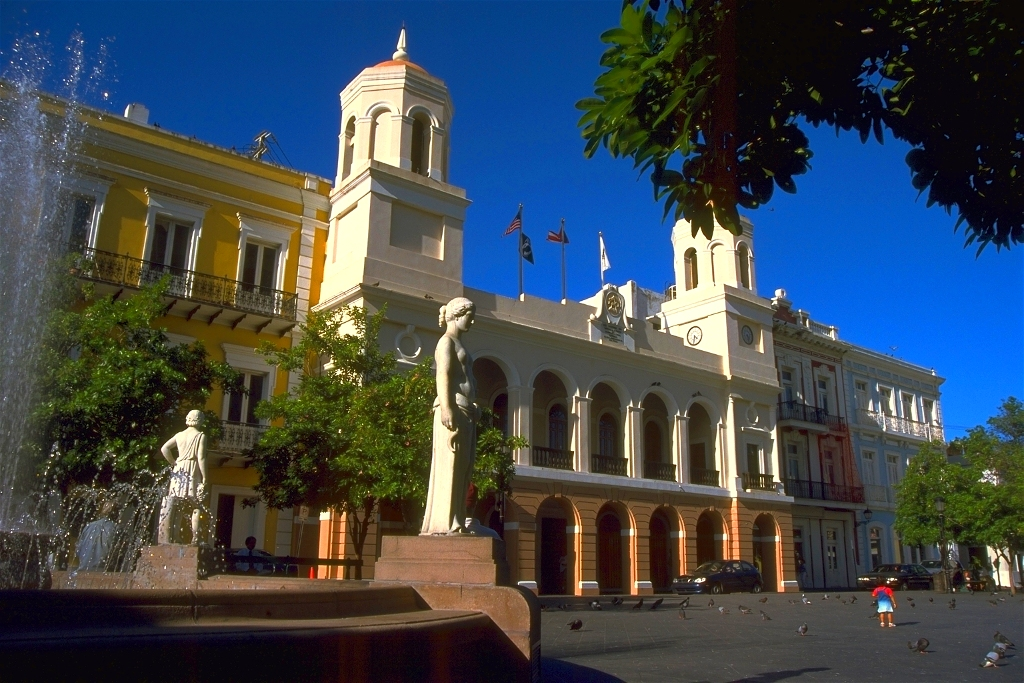
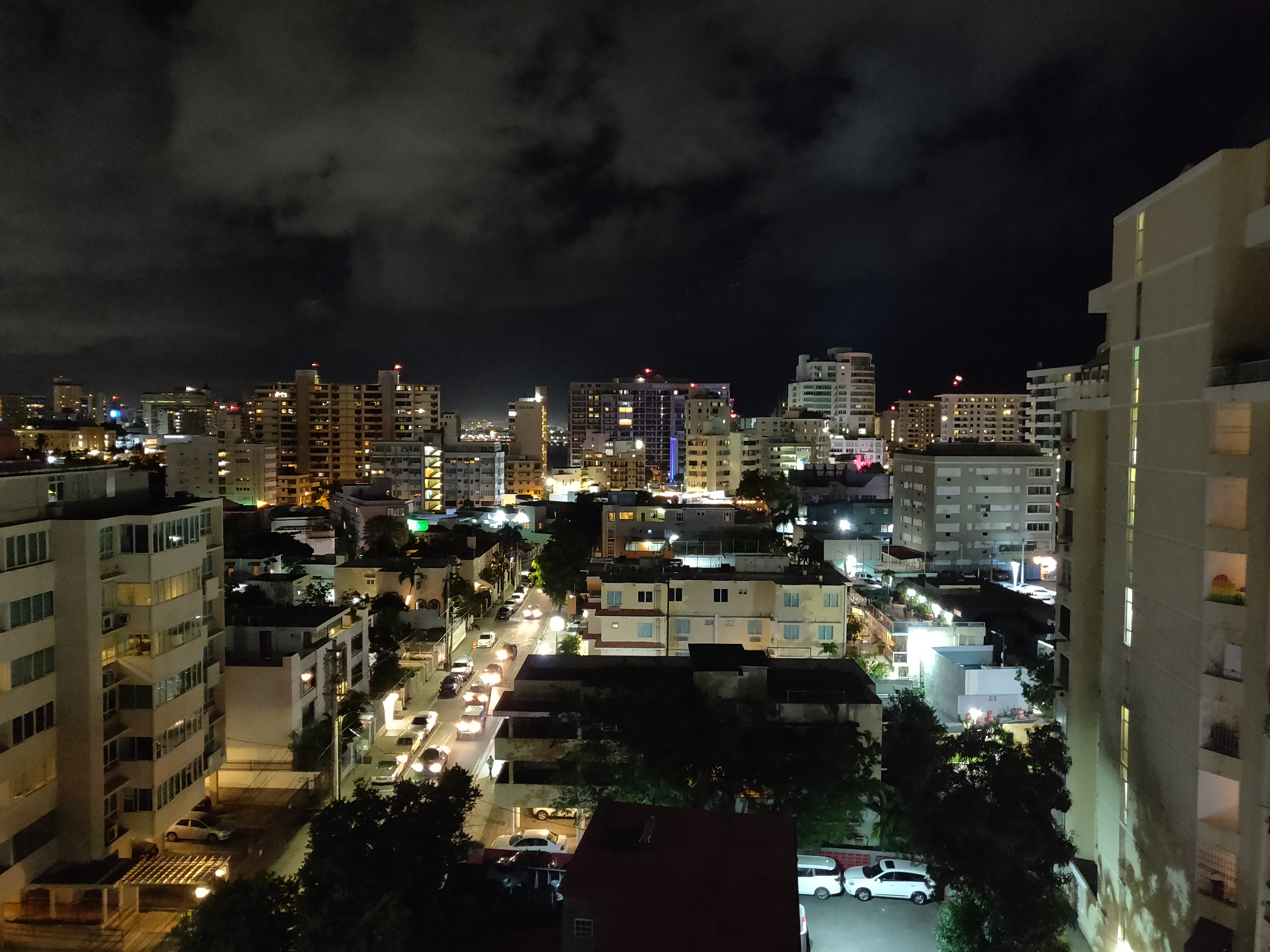
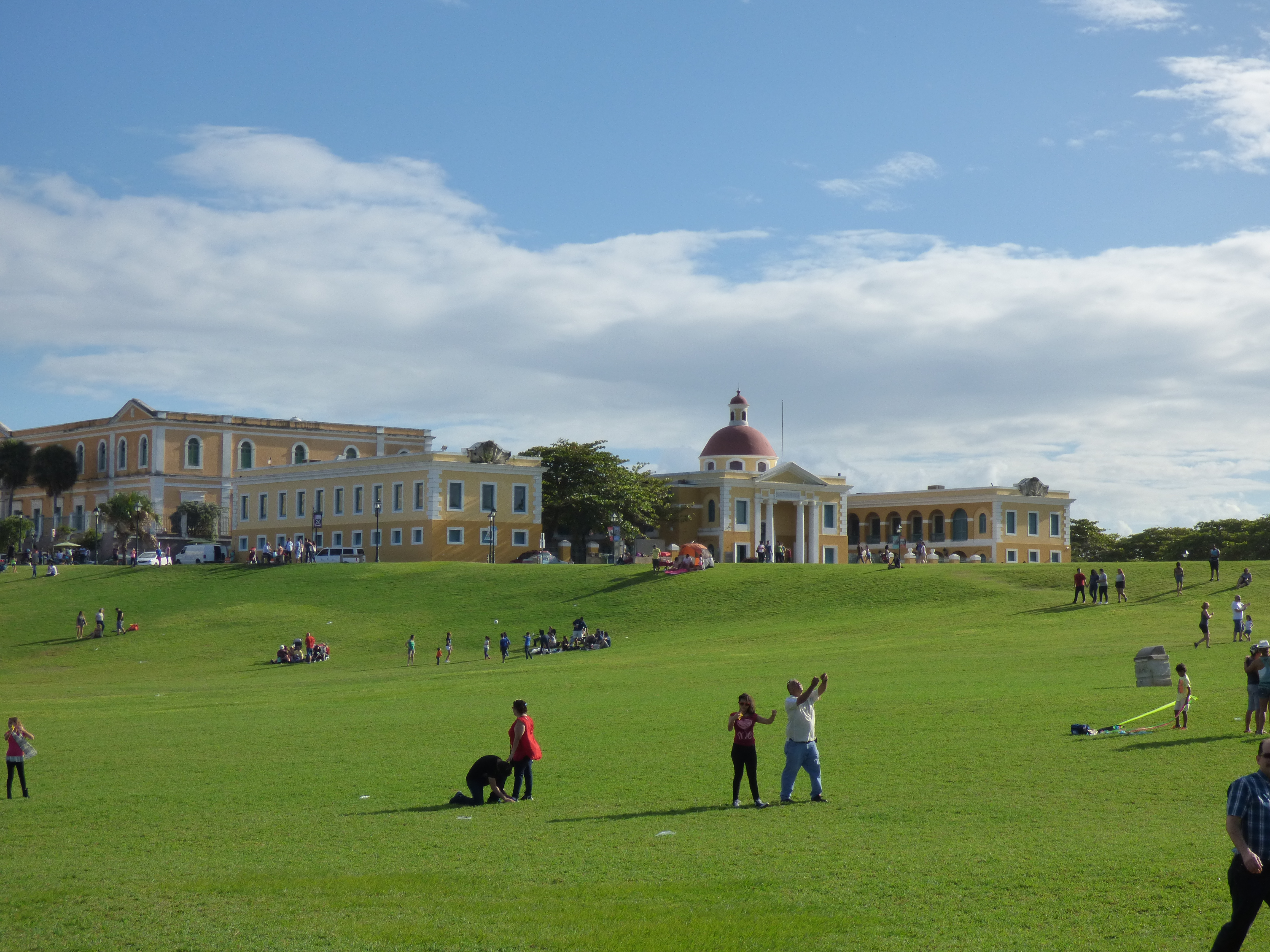
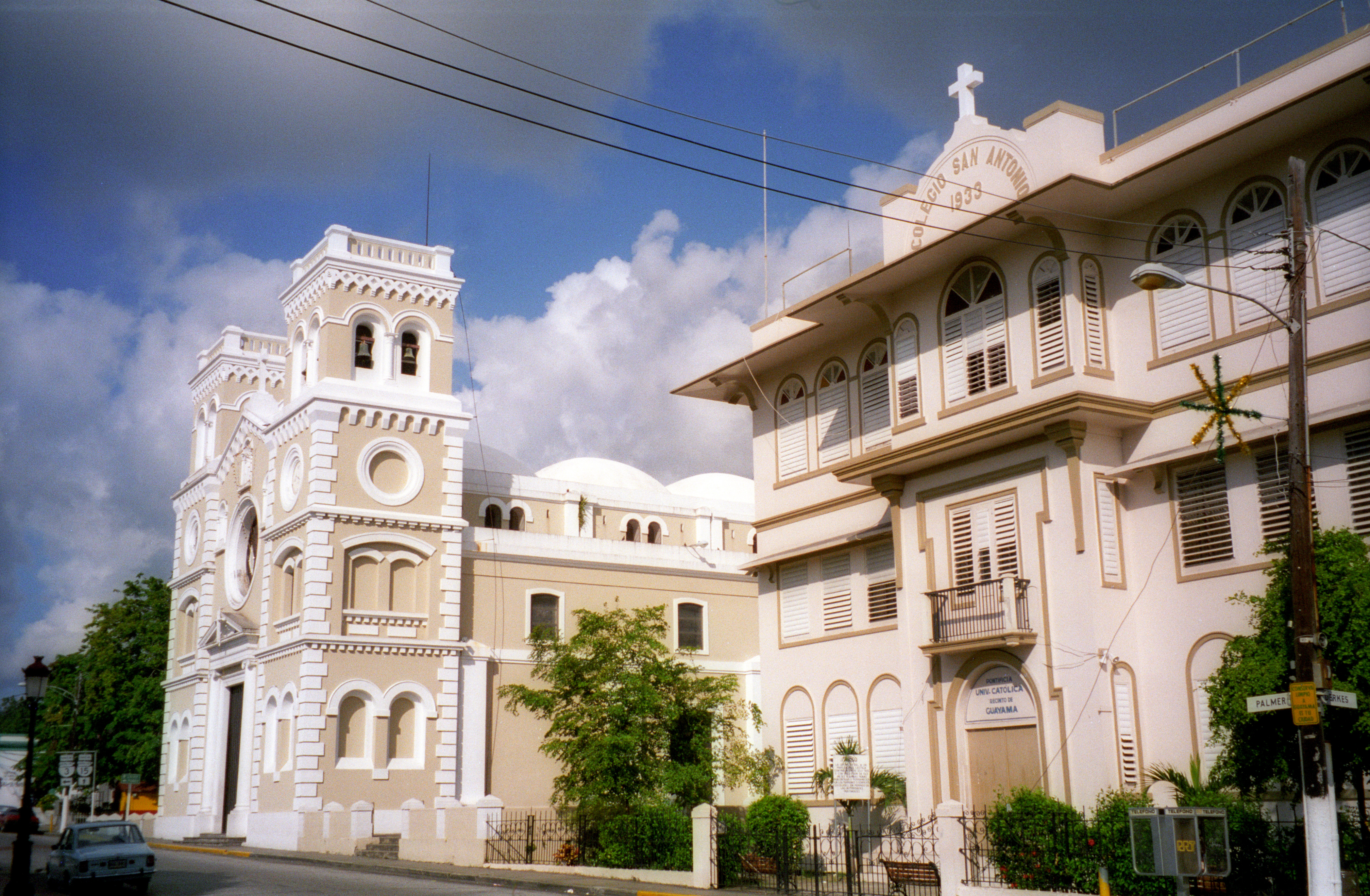
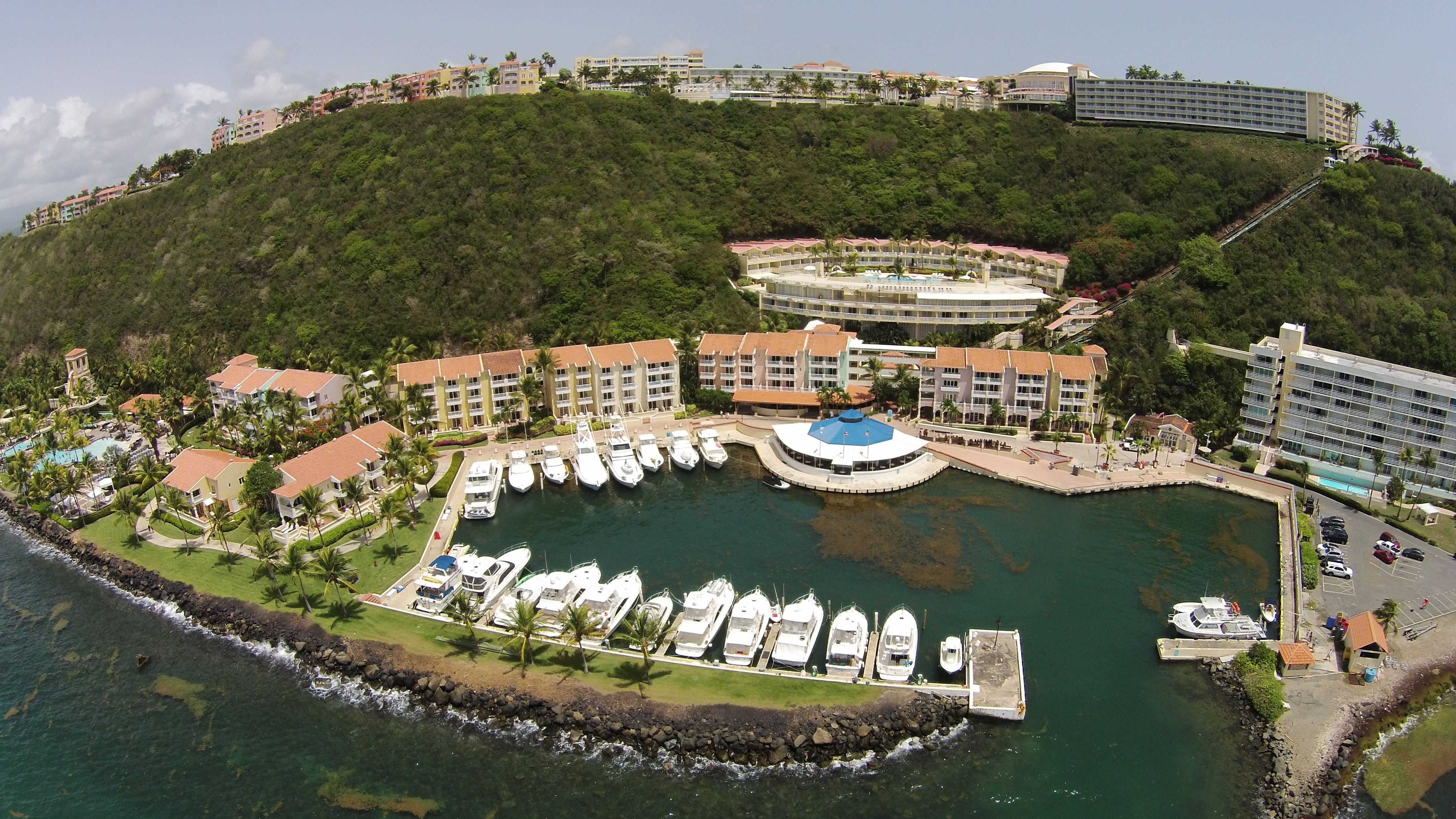
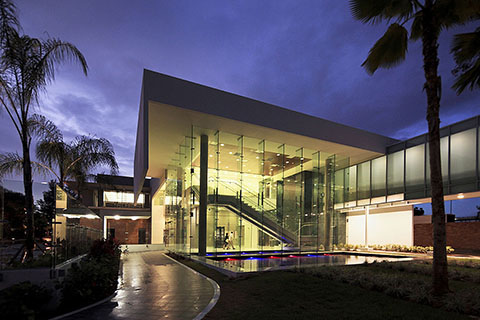
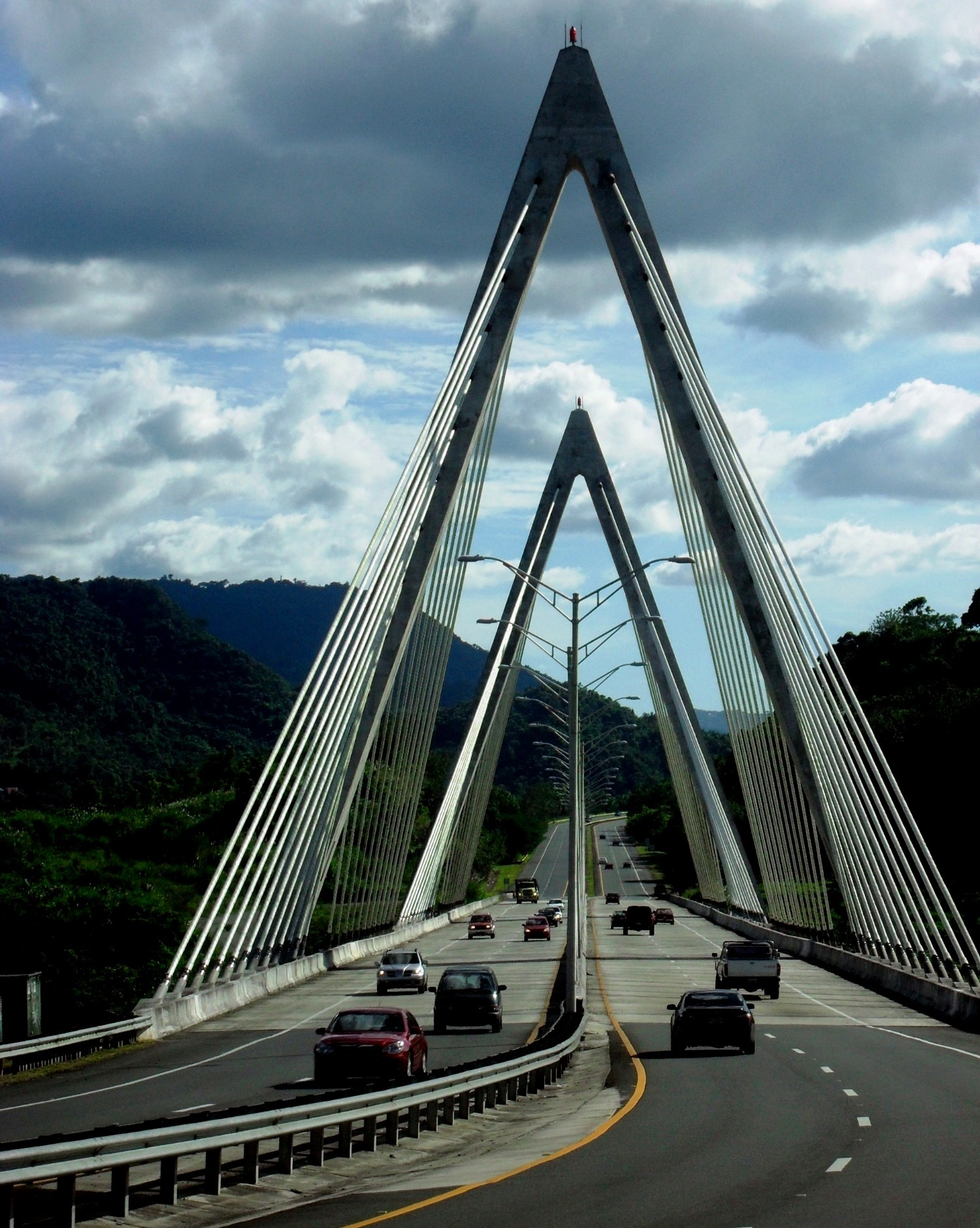

## Transports
Porto Rico, et principalement la ville de San Juan, est desservie par le principal aéroport des Grandes Antilles : l'aéroport international Luis-Muñoz-Marín, qui se trouve sur le territoire de la ville de Carolina. Les compagnies aériennes américaines considèrent Porto Rico comme une « destination internationale », alors que les avions des compagnies portoricaines doivent porter un numéro de registre américain.
San Juan est, avec Saint-Domingue, l'une des seules villes des Caraïbes à posséder un réseau de métro : le Tren Urbano.